# 21815 Фанянґ
21815 Фанянґ  (21815 Fanyang) — астероїд головного поясу, відкритий 4 жовтня 1999 року.
Тіссеранів параметр щодо Юпітера — 3,515.